# Queen: The Singles Collection Volume 1
The Singles Collection, Volume 1 è un cofanetto in edizione limitata della rock band britannica Queen, pubblicato nel 2008. Il box set contiene versioni rimasterizzate dei primi 13 singoli pubblicati dalla band in Gran Bretagna.

## Tracce
Disco 1 - Keep Yourself Alive
1. Keep Yourself Alive – 3:49
2. Son and Daughter – 3:21

Disco 2 - Seven Seas Of Rhye
1. Seven Seas of Rhye – 2:51
2. See What a Fool I've Been (Non-Album B-Side) – 4:29

Disco 3 - Killer Queen/Flick of the Wrist (doppio lato A)
1. Killer Queen – 3:03
2. Flick of the Wrist (Single version) – 3:19

Disco 4 - Now I'm Here
1. Now I'm Here – 4:16
2. Lily of the Valley (B-Side Edit) – 1:40

Disco 5 - Bohemian Rhapsody
1. Bohemian Rhapsody – 5:56
2. I'm in Love with My Car (B-Side Edit) – 3:13

Disco 6 - You're My Best Friend
1. You're My Best Friend – 2:52
2. '39 – 3:31

Disco 7 - Somebody To Love
1. Somebody to Love – 4:59
2. White Man – 5:01

Disco 8 - Tie Your Mother Down
1. Tie Your Mother Down (Single version) – 3:47
2. You and I – 3:26

Disco 9 - Queen's First EP
1. Good Old-Fashioned Lover Boy – 2:58
2. Death on Two Legs (Dedicated to...) – 3:44
3. Tenement Funster – 2:56
4. White Queen (As It Began) – 4:35

Disco 10 - We Are The Champions/We Will Rock You (doppio lato A)
1. We Are the Champions – 3:04
2. We Will Rock You – 2:02

Disco 11 - Spread Your Wings
1. Spread Your Wings – 4:35
2. Sheer Heart Attack – 3:26

Disco 12 - Bicycle Race/Fat Bottomed Girls (doppio lato A)
1. Bicycle Race – 3:03
2. Fat Bottomed Girls (Single version) – 3:23

Disco 13 - Don't Stop Me Now
1. Don't Stop Me Now – 2:32
2. In Only Seven Days – 2:31